# Liste der Kulturdenkmäler in Kaiserslautern (Stadtteile)
In der Liste der Kulturdenkmäler in Kaiserslautern (Stadtteile) sind Kulturdenkmäler in den Stadtteilen der rheinland-pfälzischen Stadt Kaiserslautern aufgelistet. Grundlage ist die Veröffentlichung die Denkmalliste des Landes Rheinland-Pfalz (Stand 7. September 2023).
Die Kulturdenkmäler in der Kernstadt werden in der Liste der Kulturdenkmäler in Kaiserslautern genannt.

## Dansenberg

### Einzeldenkmäler
| Bezeichnung                           | Lage                                    | Baujahr | Beschreibung | Bild            |
| ------------------------------------- | --------------------------------------- | ------- | --- | --------------- |
| Katholische Kirche St. Peter und Paul | Dansenberg, Dansenberger Straße 57 Lage | 1966–67 | Saalbau in Stahlbetonbauweise über ovalem Grundriss mit freistehendem Glockenturm, 1966–67, Architekt Alois Atzberger, Speyer; künstlerische Ausgestaltung durch Bildhauerpaar Kubach-Wilmsen, Bad Münster am Stein, und Emil Wachter, Karlsruhe | BW              |
| Evangelische Pfarrkirche              | Dansenberg, Dansenberger Straße 63 Lage | 1894    | neuromanischer Sandsteinquaderbau, bezeichnet 1894, Dachreiter mit Welscher Haube, Architekt Fritz Leidner, Umbau und Erweiterung 1958/59; ortsbildprägend                                                                                       | Fotos hochladen |

## Einsiedlerhof

### Einzeldenkmäler
| Bezeichnung           | Lage                                                            | Baujahr | Beschreibung | Bild |
| --------------------- | --------------------------------------------------------------- | ------- | --- | ---- |
| Polnische Kapelle     | Einsiedlerhof, 5th Avenue 2061 Lage                             | 1953    | ehemalige Kapelle der polnischen Gemeinde, 1953; tonnengewölbter Saalbau in Holzkonstruktion mit Satteldach und freistehendem Glockenturm | BW   |
| Deutschordenskomturei | Einsiedlerhof, Im Einsiedlerhof, bei Nr. 18, 20, 22 und 24 Lage | 1580–84 | ehemalige Deutschordenskomturei; Rest der Einfriedungsmauer, Bruchstein, 1580–84, Zinnenkranz aus dem 19. Jahrhundert                     | BW   |

## Erfenbach

### Einzeldenkmäler
| Bezeichnung                         | Lage                                                    | Baujahr                           | Beschreibung | Bild                           |
| ----------------------------------- | ------------------------------------------------------- | --------------------------------- | --- | ------------------------------ |
| Waschbrunnen                        | Erfenbach, Brunnenring, zwischen Nr. 34 und 36 Lage     | 1954/55                           | zylinderförmiges Pumpenhäuschen mit Wasserbecken, 1954/55; mit Pumpentechnik und umgebender Freifläche                                                                                                   | weitere Bilder Fotos hochladen |
| Evangelische Pfarrkirche            | Erfenbach, Brunnenring 43 Lage                          | 1737                              | Saalbau, bezeichnet 1737, Umbau 1867, Erweiterung und Glockenturm 1952–54 | weitere Bilder Fotos hochladen |
| Katholische Mariä-Empfängnis-Kirche | Erfenbach, Kapellenhof 15 Lage                          | 1926–28                           | neubarocker Saalbau, 1926–28, Architekt Leidemer, Kusel | weitere Bilder Fotos hochladen |
| Lampertsmühler Hof                  | Erfenbach, Lampertshof 11 Lage                          | um 1830                           | ehemaliger Lampertsmühler Hof; nachbarockes Quereinhaus mit Krüppelwalmdach, um 1830, tonnengewölbte Keller älter                                                                                        | Fotos hochladen                |
| Villa                               | Erfenbach, Lampertshof 12 Lage                          | 1909/10                           | Direktorenvilla mit Mansardwalmdach, 1909/10, bauzeitliche Einfriedung, Jugendstil | Fotos hochladen                |
| Kriegerdenkmal                      | Erfenbach, Rotenbergstraße Lage                         | 1925                              | Kriegerdenkmal 1914/18; stelenartige Sandsteinpfeiler mit Skulpturenschmuck, 1925 von Adolf Bernd | Fotos hochladen                |
| Friedhofskreuz                      | Erfenbach, Rotenbergstraße, auf dem alten Friedhof Lage | 1872                              | Friedhofskreuz, Sandstein, bezeichnet 1872 | weitere Bilder Fotos hochladen |
| Quereinhaus                         | Erfenbach, Schwarzer Weg 2 Lage                         | erste Hälfte des 19. Jahrhunderts | eingeschossiges Quereinhaus mit Kniestock, erste Hälfte des 19. Jahrhunderts | Fotos hochladen                |
| Rathaus Erfenbach                   | Erfenbach, Siegelbacher Straße 95 Lage                  | 1926/27                           | ehemaliges Rathaus mit Volksbad, heute Außenstelle der Stadtbücherei; repräsentativer Walmdachbau, Uhrturm mit Schweifhaube, eingeschossiger Anbau, neubarocke Motive, 1926/27, Architekt Hans Seeberger | Fotos hochladen                |
| Kriegerdenkmal                      | Erfenbach, Siegelbacher Straße, bei Nr. 108 Lage        | 1907                              | Kriegerdenkmal 1870/71; Sandsteinskulptur, 1907, Bildhauer Gebrüder Menges | weitere Bilder Fotos hochladen |
| Schulhaus Stockborn                 | Erfenbach, Stockborn 7 Lage                             | 1862/63                           | ehemalige Schule mit Lehrerwohnung, heute Wohnhaus; eingeschossiger sandsteingegliederter Putzbau, bezeichnet 1862/63                                                                                    | Fotos hochladen                |

## Erlenbach

### Einzeldenkmäler
| Bezeichnung              | Lage                         | Baujahr | Beschreibung | Bild |
| ------------------------ | ---------------------------- | ------- | --- | ---- |
| Evangelische Pfarrkirche | Erlenbach, Im Nauwald 9 Lage | 1900    | neugotischer Sandsteinquaderbau, 1900, Architekt Franz Schöberl, Speyer; mit Ausstattung, darunter Walcker-Orgel von 1900; ortsbildprägend | BW   |

## Hohenecken

### Denkmalzonen
| Bezeichnung                      | Lage                                   | Baujahr                            | Beschreibung | Bild                           |
| -------------------------------- | -------------------------------------- | ---------------------------------- | --- | ------------------------------ |
| Denkmalzone Burgruine Hohenecken | Hohenecken, nordöstlich des Ortes Lage | zweite Hälfte des 12. Jahrhunderts | Burg wohl nach der Mitte des 12. Jahrhunderts errichtet, Hauptbauzeit um 1200, 1277 erstmals genannt, 1525 verwüstet, bald darauf wiederhergestellt und 1560 umgebaut und erweitert, 1689 zerstört; Oberburg: Bergfried und Schildmauerreste der staufischen Kernanlage, dreigeschossige Umfassungsmauern der ehemaligen Wohngebäude, Reste einer Wendeltreppe, 16. Jahrhundert, Brunnenschacht; Unterburg: Toranlage, bezeichnet 1560, Reste eines Gesindehauses, 16. Jahrhundert; Ringmauerreste Die Denkmalzone umfasst das Areal der Burg mit dem Schlossberg, im Süden und Westen bis zur Rückseite der Grundstücke an der Schlossstraße reichend. | weitere Bilder Fotos hochladen |

### Einzeldenkmäler
| Bezeichnung                        | Lage                                  | Baujahr | Beschreibung | Bild                           |
| ---------------------------------- | ------------------------------------- | ------- | --- | ------------------------------ |
| Schlehhof                          | Hohenecken, Burgherrenstraße 120 Lage | 1780    | spätbarocker Dreiseithof, stattlicher Mansardwalmdachbau, Ausstattung erhalten; Scheune mit abgewalmtem Mansarddach, bezeichnet 1780, ehemalige Waschküche, Garten mit bauzeitlicher Einfriedung; ortsbildprägend | Fotos hochladen                |
| Katholische Rochuskapelle          | Hohenecken, Rochusweg 2a Lage         | 1747/48 | spätbarocker Saalbau mit Dachreiter, 1747/48; mit Ausstattung; im umfriedeten Kirchgarten Grabsteine; Sandsteinkreuz, wohl aus der Mitte des 18. Jahrhunderts, Metallkorpus jünger                                | weitere Bilder Fotos hochladen |
| Katholische Pfarrkirche St. Rochus | Hohenecken, Rochusweg 3 Lage          | 1896/97 | neugotische Hallenkirche, Sandsteinbau, 1896/97, Architekt Ludwig Becker; mit Ausstattung | weitere Bilder Fotos hochladen |
| Kriegerdenkmal                     | Hohenecken, Rochusweg, bei Nr. 3 Lage | 1935    | im Kirchgarten: Kriegerdenkmal 1914/18, Sandstein, 1935 von J. Jausel | Fotos hochladen                |
| Schul- und Pfarrhaus               | Hohenecken, Schlossstraße 5 Lage      | 1843/44 | ehemalige Schule, später katholisches Pfarrhaus, danach Schwesternhaus; hochgesockelter Walmdachbau, 1843/44, Umbau und Aufstockung 1876; ortsbildprägend                                                         | Fotos hochladen                |

## Mölschbach

### Einzeldenkmäler
| Bezeichnung                          | Lage                                       | Baujahr | Beschreibung | Bild            |
| ------------------------------------ | ------------------------------------------ | ------- | --- | --------------- |
| Neuapostolische Kirche               | Mölschbach, Douzystraße 24 Lage            | 1928    | Saalbau mit steilem Satteldach, gotisierende Motive, 1928, Architekt Roemer, Erweiterungen 1959 und 1967; mit Ausstattung                                        | BW              |
| Kriegerdenkmal                       | Mölschbach, Eulentalstraße Lage            | um 1930 | Kriegerdenkmal 1914/18; reliefierter stelenartiger Kubus mit Brunnenbecken, nach 1945 erweitert                                                                  | Fotos hochladen |
| Hofanlage                            | Mölschbach, Eulentalstraße 1 Lage          | 1803    | Dreiseithof mit originaler Einfriedung; eingeschossiges Wohnhaus, teilweise Fachwerk, bezeichnet 1803; Scheune, Stall und Schuppen, jüngere Bruchsandsteinbauten | Fotos hochladen |
| Evangelische Filialkirche            | Mölschbach, Johanniskreuzer Straße 57 Lage | 1928/29 | Saalbau, gotisierende Motive, 1928/29, Architekt Stoll, Neustadt; mit Ausstattung                                                                                | BW              |
| Katholische Filialkirche St. Blasius | Mölschbach, Stüterhofstraße 12 Lage        | 1930/31 | neubarocker Saalbau mit Dachreiter, 1930/31, Architekten Gebrüder Leidner; mit Ausstattung; ortsbildprägend                                                      | Fotos hochladen |

## Morlautern

### Einzeldenkmäler
| Bezeichnung                         | Lage                              | Baujahr         | Beschreibung                                                                                | Bild                           |
| ----------------------------------- | --------------------------------- | --------------- | ------------------------------------------------------------------------------------------- | ------------------------------ |
| Glockenturm                         | Am Glockenturm, bei Nr. 3 Lage    | 1857            | Sandsteinquaderbau mit Zeltdach, neuromanische Motive, 1857                                 | Fotos hochladen                |
| Katholische Kirche St. Bartholomäus | Am Höfchen 4 Lage                 | 1928/29         | Sandsteinquaderbau, 1928/29, Architekt Rudolf von Perignon, München; mit Ausstattung        | Fotos hochladen                |
| Evangelische Kirche                 | An der Schanz Lage                | 1929/30         | schlichter Sandsteinquaderbau, 1929/30, Architekt Ludwig Ullmann, Speyer; mit Ausstattung   | Fotos hochladen                |
| Kriegerdenkmal                      | Neue Straße Lage                  | 1936            | Kriegerdenkmal 1914/18; reliefierte Sandsteinstele, 1936, Bildhauer Menges                  | Fotos hochladen                |
| Wohnhaus                            | Otterbacher Straße 2 Lage         | ab 1597         | Wohnhaus, teilweise Fachwerk, bezeichnet 1746, über tonnengewölbtem Keller, bezeichnet 1597 | Fotos hochladen                |
| Brunnenschacht                      | Otterbacher Straße, in Nr. 5 Lage | 12. Jahrhundert | mittelalterlicher Brunnenschacht, Sandsteinquader mit Steinmetzzeichen des 12. Jahrhunderts | BW                             |
| Schlachtenturm                      | Turmstraße Lage                   | 1893            | oktogonaler Sandsteinquaderbau, 1893                                                        | weitere Bilder Fotos hochladen |

## Siegelbach

### Einzeldenkmäler
| Bezeichnung                      | Lage                       | Baujahr   | Beschreibung | Bild            |
| -------------------------------- | -------------------------- | --------- | --- | --------------- |
| Katholische Kirche St. Stephanus | Am Wäldchen 11 Lage        | 1965–67   | Saalbau in Stahlbetonskelettbauweise mit Klinkerfassaden und freistehendem Glockenturm, 1965–67, Architekt Alois Atzberger, Speyer; Ausstattung von Bildhauer Karl Nuding, Clausen; Fensterentwürfe von Atzberger                                                           | BW              |
| Wohnhaus                         | Auf der Brücke 15 Lage     | um 1910   | repräsentatives Wohnhaus auf L-förmigem Grundriss, eineinhalbgeschossiger Mansarddachbau, um 1910 | Fotos hochladen |
| Evangelische Pfarrkirche         | Talmorgen 7 Lage           | 1905–1907 | zweischiffige Emporenhalle mit Vorhalle, Rotsandsteinquaderbau, jugendstilig variierte neubarocke Motive, 1905–1907, Architekt Ludwig Levy, Karlsruhe, Skulpturenschmuck von Bildhauer Jausel, Kaiserslautern, nach Vorlagen von Heinrich Bauer, Karlsruhe; mit Ausstattung | BW              |
| Kriegerdenkmal                   | Talmorgen, bei Nr. 7 Lage  | 1927      | im Kirchgarten: Kriegerdenkmal 1914/18, dreifach gestufte Sandsteinanlage von J. Jausel, 1927, Erweiterung 1957, Sandsteinkuben von Augustin Deubzer | BW              |
| Wohnhaus                         | Erfenbacher Straße 15 Lage | um 1910   | repräsentatives Wohnhaus, eineinhalbgeschossiger Krüppelwalmdachbau, barockisierender Heimatstil, um 1910 | Fotos hochladen |